# Judith Tukahirwa
Judith Tukahirwa Tumusiime (nascida Judith Tukahirwa) é uma cientista ambiental de Uganda, consultora de água e saneamento e ex-executiva de gestão. Ela é a ex-diretora executiva adjunta da Autoridade da Capital de Kampala (KCCA). Ela foi nomeada para esse cargo em dezembro de 2012. Ela renunciou em 31 de outubro de 2016, alegando interferência de políticos e agências de segurança.

## Juventude e educação
Ela nasceu em Uganda por volta de 1970. Naquela época, Tukahirwa frequentava a Escola Primária Shimoni, no centro da cidade, e o Trinity College Nabbingo para seus estudos de nível O e A. Ela estudou na Universidade Makerere, onde obteve um Bacharelado em Educação Científica em biologia e química. Mais tarde, ela obteve um mestrado em meio ambiente e recursos naturais, também na Makerere. Seu doutorado em saneamento urbano e gestão de resíduos sólidos foi obtido pela Universidade de Wageningen, na Países Baixos. O tema da sua tese de doutoramento foi sobre o papel das organizações da sociedade civil no saneamento urbano e na gestão de resíduos sólidos nas cidades da África Oriental Mais tarde, ela recebeu treinamento executivo da Escola de Governo John F. Kennedy da Universidade de Harvard.

## Carreira
Em 1998, ela começou a lecionar biologia e química no St. Mary's College Kisubi. Após seus estudos de doutorado, ela trabalhou como pesquisadora no Lago Vitória Environment Project, no Ministério de Terras e Desenvolvimento Urbano de Uganda, patrocinado pelo Banco Mundial. Seu envolvimento inicial com a KCCA foi quando ela foi contratada como consultora em gestão de resíduos sólidos. Mais tarde, ela foi nomeada diretora interina de saúde pública e meio ambiente. Em dezembro de 2012, o Presidente Yoweri Museveni nomeou-a diretora executiva adjunta da KCCA. Em outubro de 2016, ela renunciou ao cargo.

## Outras responsabilidades
Ela é casada com o arquiteto Edmund Tumusiime e juntos são pais de quatro filhos. Tukahirwa também é membro do conselho de administração da National Water and Sewerage Corporation, a maior empresa de água e saneamento do Uganda.